# Philine argentina
Philine argentina is een slakkensoort uit de familie van de Philinidae. De wetenschappelijke naam van de soort is voor het eerst geldig gepubliceerd in 1947 door Carcelles.